# タワー・オブ・ロンドン駅
タワー・オブ・ロンドン駅（たわー・おぶ・ろんどんえき、ロンドン塔駅、Tower of London station）はかつてロンドンのシティ・オブ・ロンドンにあった地下鉄駅である。現在のロンドン地下鉄のタワーヒル駅はこの駅の遺構を利用して建設されたため、同駅がある場所と同じ場所にあったことになる。

## 歴史
この駅は1882年にメトロポリタン鉄道（MR、現在のメトロポリタン線）建設の際に、北側に向かう路線の駅として設けられた。
しかし、その僅か2年後の1884年にタワー・オブ・ロンドン駅は廃止された。同年、メトロポリタン鉄道とメトロポリタン・ディストリクト鉄道（MDR、現在のディストリクト線)が結ばれ、内環状線（現在のサークル線）が完成した。この際、タワー・オブ・ロンドン駅のすぐ西にマークレーン駅（その後1946年にタワーヒル駅と改称）という名の新駅が建設され、タワー・オブ・ロンドン駅は同日に廃止されたのである。
その後、タワーヒル駅に改称されたマークレーン駅が1967年に廃止された際に、代替としてタワー・オブ・ロンドン駅があった場所に現在のタワーヒル駅が開業した（この歴史はマークレーン駅の項を参照）。タワー・オブ・ロンドン駅の遺構は新駅建設の際に撤去されている。

## 年表
- 1882（明治15）年9月25日 - アルドゲイト駅からの延伸開業にともない開業
- 1884（明治17）年10月5日 - 内環状線の開通時に廃駅
- 1967（昭和42）年2月5日 - 同じ場所にタワーヒル駅が移設開業

## 隣の駅
| タワー・オブ・ロンドン (Tower of London) 駅 | タワー・オブ・ロンドン (Tower of London) 駅 | タワー・オブ・ロンドン (Tower of London) 駅 | タワー・オブ・ロンドン (Tower of London) 駅 | タワー・オブ・ロンドン (Tower of London) 駅 |
| ------------------------------------------- | ------------------------------------------- | ------------------------------------------- | ------------------------------------------- | ------------------------------------------- |
|                                             |                                             |                                             |                                             |                                             |
| 終 点                                       |                                             | メトロポリタン鉄道 （現：ロンドン地下鉄）   |                                             | アルドゲイト駅 （北行き）                   |